# Вибори в Сербії

### Правове регулювання виборів у Сербії
Нормативно-правову основу виборчого процесу у Сербії складають:
- Конституція Республіки Сербія 2006 року;
- Закон про вибори народних депутатів 2000 року;
- Закон про вибори Президента Республіки від 2007 року;
- Закон про місцеві вибори від 2007 року;
- Закон про політичні партії від 2009 року;
- Закон про фінансування політичних партій від 2003 року;
- Закон про радіомовлення від 2002 року;
- Регламент Республіканської виборчої комісії від 2008 року.

### Вибори депутатів до парламенту у Сербії
Парламент у Сербії іменується Народною Скупщиною, яка відповідно до положень Конституції включає у себе 250 народних депутатів.
Організовують та забезпечують проведення парламентських виборів два види органів — Республіканська виборча комісія та виборчі комітети.
Республіканська виборча комісія включає у себе голову та шістнадцять постійних членів, які назначаються парламентом за пропозицією депутатських груп.
Республіканська виборча комісія уповноважена:
- спостерігати за законністю проведення виборів;
- організовувати технічну підготовку до виборів;
- слідкує за виконанням і надає тлумачення щодо застосування правових норм, пов'язаних з виборчим процесом;
- затверджує уніфіковані стандарти для виборчого матеріалу;
- встановлює зразки і правила проведення виборів у відповідності з Законом про вибори народних депутатів;
- вживає заходів по протидії зловживанню в галузі виборчого права;
- встановлює та опубліковує у встановленому законом порядку адреси виборчих дільниць;
- формує виборчі комітети та назначає їх голів та членів;
- приймає рішення про оприлюднення списку кандидатів в народні депутати;
- затверджує та опубліковує результати виборів до парламенту;
- затверджує кількість мандатів, які отримали партії відповідно до результатів виборів;
- звітує перед парламентом про проведені вибори;
- виконує інші повноваження передбачені законом.

Організацію та безпосереднє проведення виборів на дільниці забезпечують виборчі комітети. До кожного комітету входять щонайменше голова та два члени.
Виборчий комітет повинен бути утворений не пізніше ніж за десять днів до дня проведення виборів.
До повноважень виборчого комітету відносять:
- безпосередню організацію голосування на виборчій дільниці;
- забезпечення законності на виборчій дільниці під час голосування;
- підраховує та затверджує результати голосування на виборчій дільниці.

Детальний регламент діяльності комітетів встановлює Республіканська виборча комісія.

Парламентські вибори у Сербії проводяться в межах одного округу, який тотожний усій території республіки.

Завчасно до проведення виборів уповноважена від партії особа повинна подати до республіканської виборчої комісії список кандидатів у народні депутати. Такий список є чинним лише у випадку, якщо він підтверджений щонайменше десятьма тисячами підписів виборців.

Відповідно до ст. 40 Закону про вибори народних депутатів у списку з кандидатами в обов'язковому порядку на кожній четвертій позиції повинна бути особа тієї статті, яка у цьому списку становить меншину, а в цілому із усієї кількості кандидатів третина обов'язково повинна бути представлена тією статтю, яка утворю в цьому списку меншину.

В розподілі мандатів беруть участь лише ті кандидати, що подолали виборчий бар'єр в 5 відсотків. Із цього правила є виключення для кандидатів, які представляють меншини. Для них бар'єр невстановлений.
Розподіл мандатів здійснюється за пропорційною виборчою системою.

### Вибори Президента Сербії
ст. 1 Закону про вибори Президента вказує, що Президент Республіки обирається на основі загального та рівного виборчого права на вільних та прямих виборах шляхом таємного та особистого голосування строком на п'ять років.

Президентські вибори назначає своїм рішенням голова Народної Скупщини за 90 до сплину строку повноважень попереднього Президента, але в рамках від 30 до 60 днів з дня прийняття головою парламенту рішення про проведення виборів Президента. Клопотання про внесення особи до списку кандидатів у президенти подається не пізніше ніж за двадцять днів до проведення виборів.
На виборах Президента Республіки Сербія застосовується мажоритарна виборча система з двома турами голосування. В першому турі застосовується абсолютна мажоритарна система. У випадку, якщо за результатами першого туру неможливо визначити переможця, то призначається другий тур виборів, де застосовується відносна мажоритарна система — перемогу отримує той кандидат, який набрав найбільшу кількість голосів.

### Вибори до органів місцевого самоврядування Сербії
Депутати представницьких органів місцевого самоврядування обираються строком на 4 роки. День виборів призначається не пізніше ніж за тридцять днів до дня сплину повноважень чинного органу самоврядування.
Як і вибори народних депутатів, вибори до муніципальних органів проводяться в межах одного виборчого округу, а мандати розподіляються за пропорційною виборчою системою.
Організацією підготовки, а також за проведення виборів відповідають виборча комісія та виборчий комітет відповідної адміністративно-територіальної одиниці.
Членами цих органів можуть бути лише громадяни, які проживають в межах території, на яку поширюються повноваження цього органу.

## Див.також
- Народні збори Сербії